# Aedes heteropus
Aedes heteropus är en tvåvingeart som beskrevs av Dyar 1921. Aedes heteropus ingår i släktet Aedes och familjen stickmyggor. Inga underarter finns listade i Catalogue of Life.